# Gymnopsidia inflaticornis
Gymnopsidia inflaticornis är en tvåvingeart som först beskrevs av Allen 1926.  Gymnopsidia inflaticornis ingår i släktet Gymnopsidia och familjen köttflugor. Inga underarter finns listade i Catalogue of Life.